# Paulo Mwaselle
Paulo Mwaselle est un boxeur tanzanien né le 27 mars 1969.

## Carrière
Paulo Mwaselle est médaillé d'argent dans la catégorie des poids mi-lourds aux Jeux africains du Caire en 1991, s'inclinant en finale contre le Nigérian Jacklord Jacobs.
Aux Jeux olympiques d'été de 1992 à Barcelone, il est éliminé au premier tour dans la catégorie des poids mi-lourds par le Hongrois Zoltán Béres.